# 東トラキア

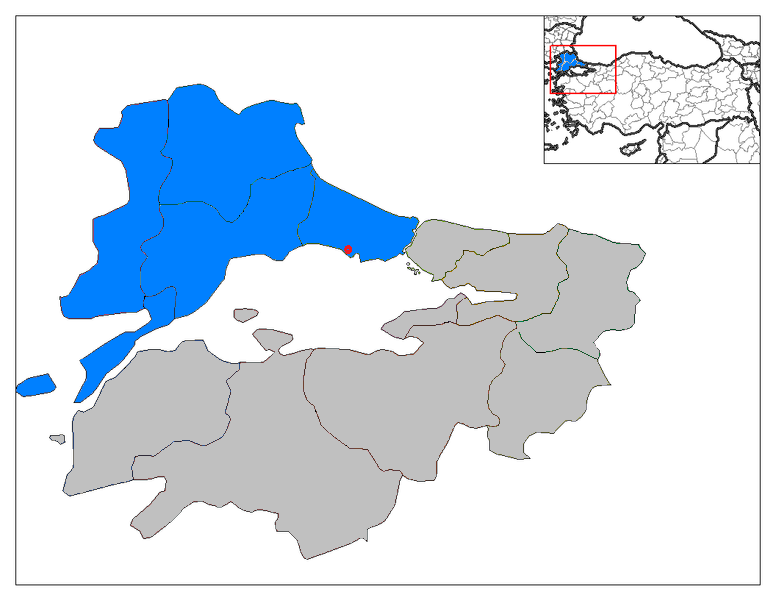
東トラキア(青)

東トラキア（ひがしトラキア、トルコ語: Doğu Trakya or simply Trakya; ギリシア語: Ανατολική Θράκη, Anatoliki Thraki; ブルガリア語: Източна Тракия, Iztochna Trakiya）またはトルコ・トラキア、ヨーロッパ・トルコは、トルコ共和国のうちヨーロッパの部分であり、地理的には南東ヨーロッパに位置し、歴史的にはトラキア地域の東部に位置する。この地域はヨーロッパ大陸のエディルネ県、テキルダー県、クルクラーレリ県のすべてと、チャナッカレ県、イスタンブール県のヨーロッパ大陸部を含む。面積はトルコ共和国の領土の3％であるが、同国の人口の14％が居住する。
東トラキアは、主要な海上貿易回廊（ボスポラス海峡、ダーダネルス海峡）に隣接しており、かつて広大なオスマン帝国のルメリアの残存地域を構成しているため、歴史的に重要である。 2つの狭い海峡を含む海回廊は、ロシア、ウクライナ、ルーマニア、ブルガリア、ジョージアの5か国の海軍の黒海から地中海へのアクセス経路になるため、今日は特に地政学的に重要な地域である。この地域は、既存のトルコ、ブルガリア、ギリシャの高速鉄道ネットワークの将来の接続点としても機能する。